# Jaime Ray Newman

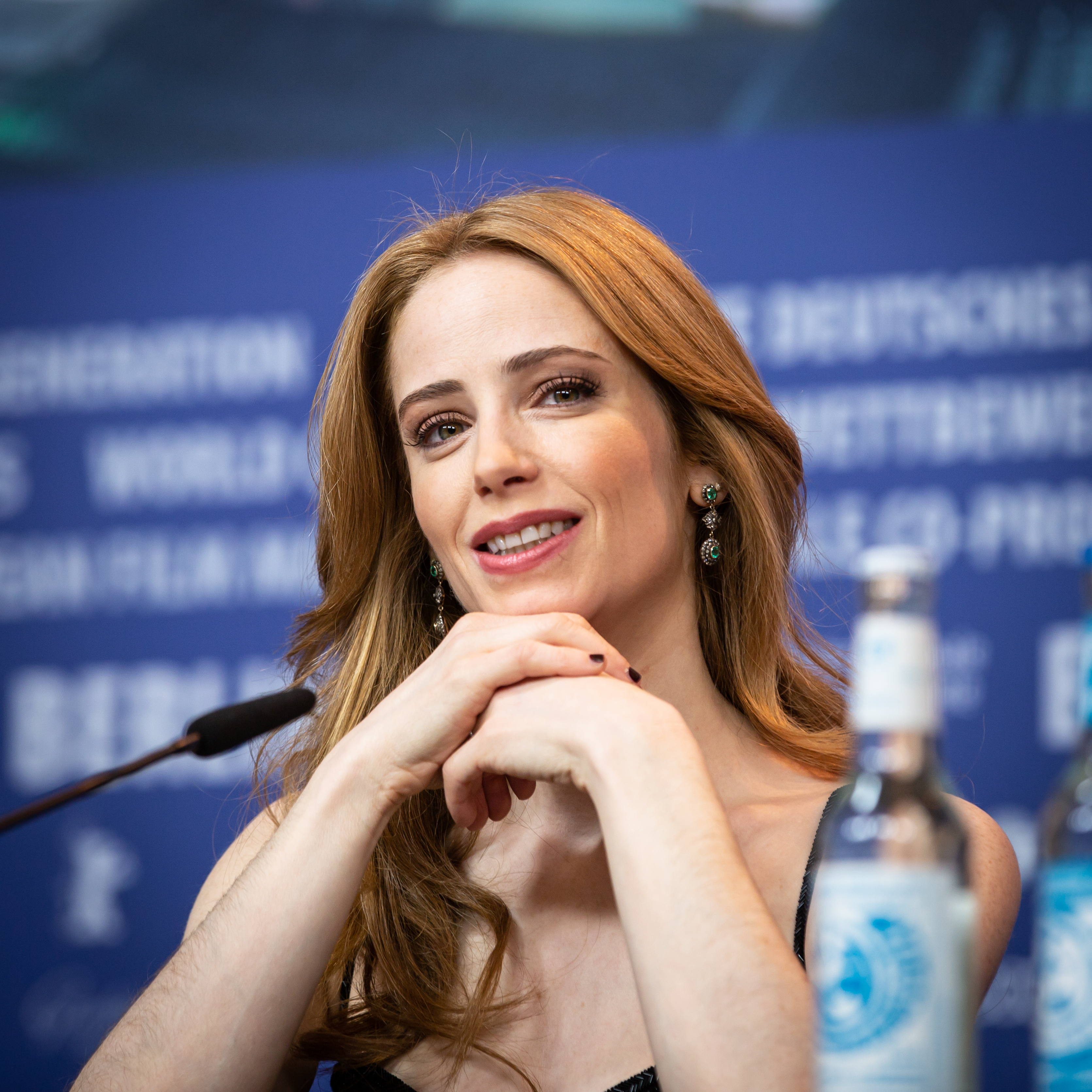
Jaime Ray Newman (2019)

Jaime Ray Newman (* 2. April 1978 in Farmington Hills, Michigan) ist eine US-amerikanische Schauspielerin, Sängerin und Produzentin.

## Leben
Newman besuchte die Boston University und die Northwestern University und erhielt ihre künstlerische Ausbildung am Interlochen Music and Arts Camp. Dort übernahm sie mehrfach Hauptrollen in Stücken, die während Sommerveranstaltungen aufgeführt wurden.
Bevor sie Anfang der 2000er Jahre ihren Durchbruch in der Krankenhausserie General Hospital hatte, trat sie als Jazzsängerin auf. Mit der Soul-Funk-Rock-Band „School Boy Crush“, mit der sie rund um Los Angeles auftritt, hat sie ihre eigene Combo.
Neben ihrer Fernsehtätigkeit und ihrer Arbeit als Musikerin spielt Newman seit ihrem 13. Lebensjahr auch Theater.
2019 erhielt sie zusammen mit Guy Nattiv den Oscar in der Kategorie Bester Kurzfilm für Skin.

## Filmografie (Auswahl)
- 1999: Full Blast
- 2001–2003: General Hospital (Fernsehserie, 68 Folgen)
- 2002: Catch Me If You Can
- 2002: The Violent Kind
- 2003: Happy Family (Fernsehserie, Folge 1x07 The Doghouse)
- 2003, 2009: CSI: Vegas (CSI: Crime Scene Investigation, Fernsehserie, 2 Folgen)
- 2004: Wedding Daze (Fernsehfilm)
- 2005: Living 'til the End
- 2005: McBride: Murder Past Midnight (Fernsehfilm)
- 2005: Supernatural (Fernsehserie, Folge 1x04 Phantom-Reisende)
- 2005: Stargate Atlantis (Stargate: Atlantis, Fernsehserie, 2 Folgen)
- 2006: Crossing Jordan – Pathologin mit Profil (Crossing Jordan, Fernsehserie, Folge 5x12 Schutzlos)
- 2006: Bones – Die Knochenjägerin (Bones, Fernsehserie, Folge 1x11 Die Frau im Auto)
- 2006: Medium – Nichts bleibt verborgen (Medium, Fernsehserie, Folge 2x14 Vergessen und begraben)
- 2006: E-Ring – Military Minds (E-Ring, Fernsehserie, 4 Folgen)
- 2006: Under the Mistletoe (Fernsehfilm)
- 2006–2007: Veronica Mars (Fernsehserie, 8 Folgen)
- 2007: Sex and Breakfast
- 2007: Criminal Minds (Fernsehserie, Folge 2x14 Das Zeichen)
- 2007: Heroes (Fernsehserie, Folge 2x10 Im Bund mit dem Bösen)
- 2007: LA Blues
- 2008: Verliebt in die Braut (Made of Honor)
- 2008: Lincoln Heights (Fernsehserie, 4 Folgen)
- 2008: Leverage (Fernsehserie, Folge 1x03 Hoch gepokert)
- 2008: A Line in the Sand
- 2009: Nip/Tuck – Schönheit hat ihren Preis (Nip/Tuck, Fernsehserie, 2 Folgen)
- 2009: Eastwick (Fernsehserie, 13 Folgen)
- 2009: Mental (Fernsehserie, 3 Folgen)
- 2009–2010: Eureka – Die geheime Stadt (Eureka, Fernsehserie, 12 Folgen)
- 2010–2013: Drop Dead Diva (Fernsehserie, 10 Folgen)
- 2010–2011: Life Unexpected – Plötzlich Familie (Life Unexpected, Fernsehserie, 2 Folgen)
- 2011: Royal Pains (Fernsehserie, Folge 2x16 Mich trifft der Blitz)
- 2011: Navy CIS (NCIS , Fernsehserie, 2 Folgen)
- 2011–2012: CSI: NY (Fernsehserie, 2 Folgen)
- 2011–2012: Grimm (Fernsehserie, 2 Folgen)
- 2012: Castle (Fernsehserie, Folge 4x11 Bis dass der Tod uns scheidet)
- 2012: Rubberneck
- 2013: Altered Minds
- 2013: Tarzan (Stimme)
- 2013: Game of Assassins (The Gauntlet)
- 2013: Red Widow (Fernsehserie, 8 Folgen)
- 2014: Mind Games (Fernsehserie, 13 Folgen)
- 2015: Bosch (Fernsehserie, 2 Folgen)
- 2015: Satisfaction (Fernsehserie, 2 Folgen)
- 2015: Wicked City (Fernsehserie, 8 Folgen)
- 2016: A Christmas in New York
- 2016: Bates Motel (Fernsehserie, 7 Folgen)
- 2017: Marvel’s The Punisher (Fernsehserie, 9 Folgen)
- 2018: The Magicians (Fernsehserie, 6 Folgen)
- 2018: Imposters (Fernsehserie, 3 Folgen)
- 2018: Skin (auch Produktion)
- 2018: Midnight, Texas (Fernsehserie, 9 Folgen)
- 2019: Valley of the Gods
- 2020: Deputy – Einsatz Los Angeles (Deputy, Fernsehserie, 4 Folgen)
- 2020: Kleine Feuer überall (Little Fires Everywhere, Miniserie, 3 Folgen)
- 2021: Dopesick (Miniserie, 5 Folgen)
- 2022: MK Ultra
- 2022: The Time Traveler’s Wife (Fernsehserie, 4 Folgen)
- 2023: Bel-Air (Fernsehserie, Folge 2x09 Just Like Old Times)
- 2023: Golda – Israels Eiserne Lady (Golda)
- 2023: Tatami (auch Produktion)
- 2024: Exhibiting Forgiveness
- 2024: The Rookie (Fernsehserie, Folge 6x04 Training Day)
- 2024: The Big Cigar (Miniserie, 4 Folgen)
- 2025: The Hunting Wives (Fernsehserie)